# Ross Wales
Ross Elliott Wales (Youngston, 17 ottobre 1947) è un ex nuotatore statunitense.

## Carriera
Specializzato nella farfalla, ha raggiunto, all'apice della carriera, la medaglia di bronzo sulla distanza dei 100 metri alle Olimpiadi di Città del Messico 1968.

## Palmarès
- Olimpiadi

Città del Messico 1968: bronzo nei 100m farfalla.
- Giochi panamericani

Winnieped 1967: argento nei 100m farfalla.